# Izydor Birnbaum
Izydor Jozue Birnbaum (ur. 21 sierpnia 1836 w Pilicy, zm. 16 listopada 1912 Łodzi) – łódzki fabrykant i kupiec.

## Życiorys
Birnbaum przyszedł na świat w rodzinie chasydzkiej w Pilicy. W latach 50. XIX w. podjął pracę u kupca Samuela Saltzmana. Po około 20 latach przejął jego interes, stając się jednocześnie osobą bardzo zamożną. Od 1877 r. prowadził fabrykę przy ul. Sienkiewicza 3/5 (dawn. ul. Mikołajewska), zatrudniając w niej w 1885 r. 300 robotników. W 1878 r. założył spółkę z Salomonem Barcińskim „Izydor Birnbaum i Salomon Barciński”, przekształconą później w „Izydor Birnbaum i S-ka”, której był głównym udziałowcem. W 1879 r. jego wyposażona w maszynę parową fabryka dawała zatrudnienie 113 robotnikom. Pod koniec lat 70. powstała spółka „Dom Handlowy J. Birnbaum i S-ka”. W ramach firmy Birnbaum zajmował się zarówno działalnością produkcyjną, jak i sprzedażą nieruchomości. Następnie rozszerzył działalność, tworząc spółkę z firmą „M. E. Schwartz” z Brna oraz rozpoczął produkcję towarów z wełny oraz bawełny, które sprzedawał na rynku rosyjskim. W 1884 r. do spółki dołączyła firma „Adolf Loew et Sohn”. Razem firmy utworzyły przedsiębiorstwo „Wełniana Manufaktura Schwartz, Birnbaum i Loew”, które zlokalizowane było przy ul. Tylnej 6 w Łodzi, i którego prezesem został Salomon Barciński. W 1896 r. zatrudniało 690 robotników.
Birnbaum był członkiem Łódzkiego Towarzystwa Kredytowego, a także komitetu budowy Wielkiej Synagogi w Łodzi.

### Życie prywatne
Był synem Abrahama Birnbauma i Gołdy Szapiro. Wywodził się z zamożnej, chasydzkiej rodziny. Jego żoną była Salomea (Sura Rywka) Saltzman – córka Samuela Saltzmana i. Mieli razem piątkę dzieci:
- Różę Rozalię Birnbaum[7] (ur. 1853, zm. 1929), która wyszła za mąż za Salomona Barcińskiego[4],
- Józefa Dawida Birnbauma (ur. 1857, zm. 1932)[7],
- Henryka Rafała Birnbauma (ur. 1858, zm. 1936), który poślubił Chanę Silberstein – córkę Markusa Silbersteina[8],
- Judę Juliana Birnbauma (ur. 1865, zm. 1928)[7].

Birnbaum został pochowany na nowym cmentarzu żydowskim w Łodzi.